# 库尔特·沃克
库尔特·沃克（英語：Kurt Walker，1995年3月7日—），爱尔兰男子拳击运动员。他曾代表北爱尔兰参加2018年英联邦运动会拳击比赛，获得一枚银牌。他也曾参加2020年夏季奥林匹克运动会。